# Jyväskylä
Jyväskylä egyetemi város Közép-Finnországban a Päijänne és Keitele tavak mellett. Lakosainak száma 130 000 fő, de további 40 000 egyetemi hallgató tanul a város egyetemein, akiknek nagy része vidékről érkezik. A város leghíresebb eseménye a rali világbajnokság Neste Oil Rally Finland futama, melyet minden év nyarán, július végén - augusztus közepén szerveznek, és a hatalmas ugratóiról, látványos, gyors kanyarú murvás pályáiról ismert, a világbajnokság legmagasabb átlagsebességű versenye. A város középületeinek jelentős részét Alvar Aalto tervezte.

## Közlekedés
Jyväskylä repülőtere a várostól 22 km-re északra, az Oulu felé vezető országút mellett terül el. A repülési idő Helsinkibe 45 perc.
Jyväskylä új vasútállomását 2002-ben építették, de a régi faépület is megmaradt a nosztalgiázni vágyók számára. 2001 óta Pendolino vonatok is járnak a Helsinki-Jyväskylä vonalon, melyek a 342 km távolságot kevesebb, mint 3 óra alatt teszik meg. Egy utazás a fővárosba Pendolino vonattal 2008-ban kereken 50 euróba került.
Jyväskylä utcáin zöld buszok szállítják az utazni vágyókat. A legrövidebb utazás – 2015 februárjában – felnőtteknek 3,30 euróba kerül.

## Sport
A városnak két nagy fedett sportközpontja van: a Hutunki (Vaajakoski negyedben) és a Granitti (Kuokkala negyedben). A téli sportok kedvelőinek rendelkezésre áll a sípálya Laajavuoriban és pontosan annyi korcsolyapálya, ahány tó van a városban. Továbbá van még két fedett uszoda is.

## Híres szülöttei
- Henri Toivonen (1956–1986) autóversenyző
- Matti Nykänen (1963–2019) olimpiai bajnok síugró
- Timo Parvela (1964–) író
- Harri Rovanperä (1966–) autóversenyző
- Risto Jussilainen  (1975–) síugró
- Sofi Oksanen (1977–) írónő
- Tuomas Mikkonen (1983–) jégkorongozó
- Kalle Rovanperä (2000–) autóversenyző

## Testvérvárosok
- Esbjerg, Dánia (1947)
- Eskilstuna, Svédország (1947)
- Debrecen, Magyarország (1970)
- Fjarðabyggð, Izland (1958)
- Niiza, Japán (1997)
- Potsdam, Németország (1985)
- Poznań, Lengyelország (1974)
- Stavanger, Norvégia (1947)
- Jaroszlavl, Oroszország (1966)

Jyväskylä többek között Debrecen testvérvárosa. Debrecenről utcát neveztek el (Debrecenintie).